# Пунці-Лейк 2
Пунці-Лейк 2 (англ. Puntzi Lake 2) — індіанська резервація в Канаді, у провінції Британська Колумбія, у межах регіонального округу Карібу.

## Населення
За даними перепису 2016 року, індіанська резервація не ма постійного населення.

## Клімат
Середня річна температура становить 2,6°C, середня максимальна – 19,9°C, а середня мінімальна – -18,7°C. Середня річна кількість опадів – 359 мм.
| Клімат поселення                              | Клімат поселення | Клімат поселення | Клімат поселення | Клімат поселення | Клімат поселення | Клімат поселення | Клімат поселення | Клімат поселення | Клімат поселення | Клімат поселення | Клімат поселення | Клімат поселення | Клімат поселення |
| Показник                                      | Січ.             | Лют.             | Бер.             | Квіт.            | Трав.            | Черв.            | Лип.             | Серп.            | Вер.             | Жовт.            | Лист.            | Груд.            |                  |
| Середній максимум, °C                         | −2,9             | 0,83             | 6,12             | 11,33            | 15,86            | 19,55            | 19,94            | 19,64            | 15,18            | 9,56             | 1,96             | −4,52            |                  |
| Середня температура, °C                       | −10,78           | −7,06            | −1,76            | 3,46             | 7,98             | 11,66            | 14,35            | 14,04            | 9,60             | 3,96             | −3,64            | −10,14           |                  |
| Середній мінімум, °C                          | −18,68           | −14,96           | −9,66            | −4,44            | 0,09             | 3,77             | 8,76             | 8,45             | 3,99             | −1,63            | −9,23            | −15,72           |                  |
| Норма опадів, мм                              | 28               | 15               | 13               | 18               | 31               | 44               | 46               | 39               | 29               | 31               | 34               | 31               |                  |
| Середньомісячна швидкість вітру, м/с          | 1.50             | 1.66             | 1.98             | 2.20             | 2.20             | 2.16             | 2.10             | 1.85             | 1.77             | 1.86             | 1.80             | 1.50             |                  |
| Середньомісячна сонячна радіація, кДж/м²·день | 2893             | 5581             | 10303            | 14928            | 18489            | 20101            | 20349            | 17274            | 11927            | 6498             | 3174             | 2121             |                  |
| --------------------------------------------- | ---------------- | ---------------- | ---------------- | ---------------- | ---------------- | ---------------- | ---------------- | ---------------- | ---------------- | ---------------- | ---------------- | ---------------- | ---------------- |
| Джерело:                                      |                  |                  |                  |                  |                  |                  |                  |                  |                  |                  |                  |                  |                  |